# Algabeño hijo
Pour les articles homonymes, voir Algabeño.
José García Carranza dit « Algabeño hijo », né le 26 février 1902 à La Algaba (Espagne, province de Séville), mort le 30 décembre 1936, est un matador espagnol.

## Présentation
Il est le fils de José García Rodríguez « El Algabeño », matador de la fin du XIXe et du début du XXe siècle, mais cette hérédité ne lui est pas d’un grand secours : son père s’oppose à ce qu’il embrasse le dangereux métier de matador. Il est considéré comme l’un des meilleurs de son époque, tant par sa prestance que par l’ascendant qu’il exerce sur le taureau.
Sa carrière est courte, puisqu’il l’interrompt en 1929, à la suite d'une grave blessure subie dans les arènes de Bayonne le 28 septembre de cette année-là. Il reparaît ensuite dans l’arène en 1933, pour une courte carrière de rejoneador interrompue dès 1934.
La guerre civile le surprend à Séville. Il se range alors sous la bannière nationaliste et sert d’agent de liaison au général Queipo de Llano. Il est tué au combat le 30 décembre 1936, selon certaines sources sur le front de Cordoue, selon d’autres à la bataille de Lopera, sur le front de Jaén.

## Carrière
- Présentation à Madrid : 31 août 1922 aux côtés de « Zurito » et « Montañesito ». Novillos de la ganadería de Villamarta.
- Alternative : Valence (Espagne) le 23 juin 1923. Parrain, Rafael « El Gallo » ; témoin, Juan Silveti. Taureaux de la ganadería de Campos Varela.
- Confirmation d’alternative à Madrid : 8 mai 1924. Parrain, Manuel Jiménez « Chicuelo » ; témoin, Nacional II. Taureaux de la ganadería de Carmen de Federico.
- Premier de l’escalafón en 1924.